# Refal
Refal（レファル）はシンボル操作のために設計された関数型プログラミング言語であり、文字列変換、翻訳を行い、人工知能を持つ。マルコフアルゴリズムの概念が使われている。名称は"REcursive Functions Algorithmic Language"に由来する。